# José Mario Ruiz Navas
José Mario Ruiz Navas (Pujilí, 20 de julio de 1930 - , Pujilí10 de diciembre de 2020) fue sacerdote y arzobispo ecuatoriano. Obispo de Latacunga, Arzobispo de Portoviejo y presidente de la conferencia Episcopal Ecuatoriana. 

## Biografía
Nació en Pujilí, en la provincia de Cotopaxi, el 20 de julio de 1930, hijo de Manuel Rosalino Ruiz Arroyo (31 de agosto de 1892 - 15 de septiembre de 1977) y de Pastora Alegría Navas Cepeda (16 de enero de 1894 - 22 de agosto de 1970). Familia dedicada al campo y con una catolicidad profunda.
A los 12 años de edad, ingresó al seminario menor "San Luis" donde percibió el llamado al ministerio sacerdotal. Mientras cruzaba sus formación sacerdotal, fue enviado a Roma. Allí fue ordenado sacerdote por el Cardenal Antonio Samoré el 17 de abril de 1954, sin la presencia de sus padres ni familiares. Celebró su primera misa en el altar del sepulcro del Apóstol San Pedro en el Vaticano.

## Cargos
Después de ser ordenado sacerdote en Roma, continuo y de terminar sus especialización en el Colegio Pío latinoamericano, desempeñó como sacerdote de la Arquidiócesis de Quito. Fue docente en sociología en la Pontificia Universidad Católica del Ecuador. Fue secretario del cardenal Carlos María de la Torre al que acompañó para el cónclave de 1958 donde fue elegido Papa Juan XXIII XXIII, y también lo acompañó en las primeras secciones del Concilio Vaticano II celebrado de 1962 a 1965. El mismo Cardenal de la Torre le encomendó el cargo para preparar el secretariado de la naciente Conferencia Episcopal Ecuatoriana junto con el entonces obispo de Ambato, Bernardino Echeverría. 
El Papa Pablo VI lo nombró como obispo de la Diócesis de Latacunga el 5 de diciembre de 1968, fue ordenado como tal el 12 de enero de 1969 por el Arzobispo Giovanni Ferrofino, nuncio apostólico de Ecuador entre los años de 1965 a 1970.
Fue segundo obispo de Latacunga desde 1969 a 1989, después como sexto obispo y primer arzobispo de Portoviejo desde 1989 a 2007. Fue el presidente de la Conferencia Episcopal Ecuatoriana en tres periodos consecutivos: 1993, 1996 y 1999.

### Obispo de Latacunga
Tomó posesión de la Diócesis en 1969 donde trabajo en  todo el ámbito social, cultural y religioso, especialmente con los indígenas, como construcción de casas y la creación de Radio Latacunga como forma muy dinámica para la evangelización de Cotopaxi. Organizó un multitudinario encuentro de la poblaciones indígenas de Ecuador con el Papa Juan Pablo II en Latacunga en 1985.

### Obispo y primer Arzobispo de Portoviejo
El 6 de agosto de 1989, Juan Pablo II lo nombró como VI obispo de Portoviejo, sucediendo a Luis Alfredo Carvajal Rosales, tomando posesión de su nueva sede el 8 de diciembre del mismo año. Desde entonces comenzó proyectos importantes como la conclusión y remodelación de la Catedral Metropolitana "Jesús el Buen Pastor" de Portoviejo, la construcción e inauguración del Seminario Mayor San Pedro para la formación del clero local, fundación de Radio Católica Manabí, creación de nuevas parroquias eclesiásticas, construcciones de templos y capillas, y llegada de religiosos misioneros en Manabí.
En 1994, Juan Pablo II elevó a la Iglesia Local como Arquidiócesis nombrando al mismo prelado como su primer Arzobispo de Portoviejo hasta que se retiró en 2007.

### Últimos años y muerte

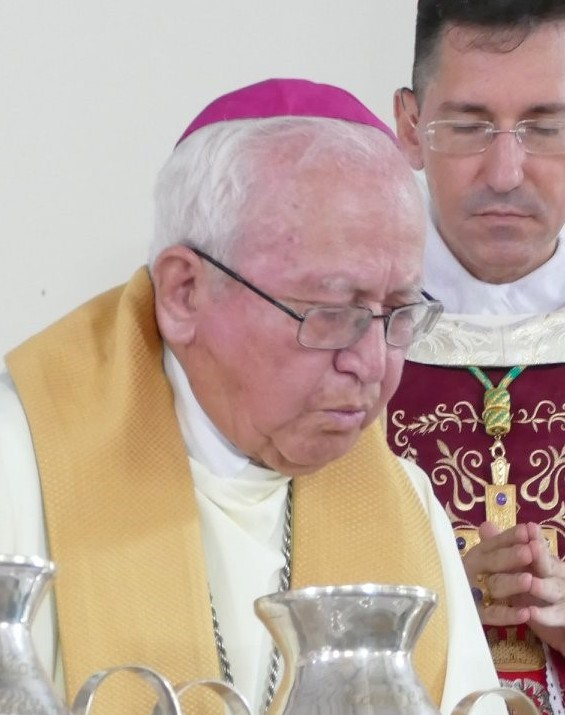
Celebrando misa en 2019.

Desde 2007, pasó a ser arzobispo emérito de Portoviejo y volvió a Pujilí, aún continuando en su labor como sacerdote en sus anteriores diócesis; se desempeñaba como columnista en el Diario El Universo de Ecuador. 
Falleció el 10 de diciembre de 2020 a la edad de 90 años. Sus resto reposa en la Iglesia de San Buenaventura de Pujilí.